# Родолфу-Фернандис
Родолфу-Фернандис (порт. Rodolfo Fernandes)  —  муниципалитет в Бразилии, входит в штат Риу-Гранди-ду-Норти. Составная часть мезорегиона Запад штата Риу-Гранди-ду-Норти. Входит в экономико-статистический  микрорегион Пау-дус-Феррус. Население составляет 3883 человека на 2006 год. Занимает площадь 154,840 км². Плотность населения — 25,1 чел./км².
Праздник города — 28 февраля.

## История
Город основан в 1963 году.

## Статистика
- Валовой внутренний продукт на 2003 год составляет 9 389 977,00 реалов (данные: Бразильский институт географии и статистики).
- Валовой внутренний продукт на душу населения на 2003 год составляет 2262,10 реалов (данные: Бразильский институт географии и статистики).
- Индекс развития человеческого потенциала на 2000 год составляет 0,653 (данные: Программа развития ООН).